# NGC 4920
NGC 4920 é uma galáxia irregular (IBm) localizada na direcção da constelação de Virgo. Possui uma declinação de -11° 22' 42" e uma ascensão recta de 13 horas, 02 minutos e 04,2 segundos.
A galáxia NGC 4920 foi descoberta em 1882 por Ernst Wilhelm Leberecht Tempel.